# Собраду (Валонгу)
Собраду (порт. Sobrado) — район (фрегезия) в Португалии, входит в округ Порту. Является составной частью муниципалитета Валонгу. Находится в составе крупной городской агломерации Большой Порту. По старому административному делению входил в провинцию Дору-Литорал. Входит в экономико-статистический субрегион Большой Порту, который входит в Северный регион. Население составляет 6682 человека на 2001 год. Занимает площадь 19,40 км².
Покровителем района считается Андрей Первозванный (порт. Santo André).